# Hemşin
Gli Hemşin (conosciuti anche come Hamsheni, Hemshinli o Khemshil; Համշինի in armeno; Hemşinli in turco; Амшенцы in russo) sono un gruppo etnico armeno originario dell'area costiera del Mar Nero in Turchia, Russia e Georgia (Abcasia). Altre comunità di Hemşin vivono in altri paesi dell'Asia centrale come il Kazakistan, l'Uzbekistan, e il Kirghizistan a causa delle deportazioni dalla Georgia ordinate da Stalin nel 1944. Gli Hemşin di Turchia e quelli deportati in Asia centrale sono musulmani di madhhab hanafita, mentre quelli in Russia, Georgia, e Armenia seguono la Chiesa apostolica armena.

## Origini
I principi armeni Hamam e Shapuh Amatuni, che persero i loro domini in Artaz a favore degli Arabi, si trasferirono nell'impero bizantino nel XIII secolo con una carovana di 12.000 persone. Si stanziarono nella città di Tambut, tra le montagne: questa fu poi denominata "Hamamashen" che divenne "Hamshen" o Hemşin (che è oggi il nome ufficiale turco). Questo gruppo prosperò tra le montagne pontiche e si differenziò dalle altre etnie armene sviluppando anche un proprio dialetto.
La maggior parte di queste etnie armene sono di religione cristiana, ed appartengono alla diocesi di Khachkar della Chiesa apostolica armena. Nel 1461, la regione degli Hemşin venne conquistata dall'Impero ottomano. Come conseguenza di ciò nel XVI secolo e in scala più ampia XVIII secolo un significante numero di essi si convertì alla religione musulmana. Tuttavia, gran parte di questa popolazione conservò sia il proprio dialetto che le proprie usanze. Gli Hemşin islamici ebbero il permesso di rimanere in situ, e fu loro consentito di vivere praticamente indisturbati.
Coloro che invece si rifiutarono di convertirsi all'Islam furono indotti a fuggire o cercarono di resistere nelle loro regioni d'origine come le popolazioni della città di Elevit (Eliovit). La maggioranza di essi però preferì trovare asilo a occidente lungo il Ponto e stabilirsi a Trebisonda, Giresun, Ordu, Samsun, e ancora nel XX secolo era possibile trovare insediamenti nelle regioni occidentali della Turchia come Adapazarı, Bolu e lungo le coste occidentali del Mar Nero.